# Euphrasia ruptura
Euphrasia ruptura är en snyltrotsväxtart som beskrevs av W.R. Barker. Euphrasia ruptura ingår i släktet ögontröster, och familjen snyltrotsväxter. Inga underarter finns listade i Catalogue of Life.